# لاست اسپرینگز (کانزاس)
لاست اسپرینگز (به انگلیسی: Lost Springs) شهری در ایالت کانزاس کشور ایالات متحده آمریکا است که جمعیت آن در سرشماری سال ۲۰۱۰ میلادی، ۷۰ نفر بوده‌است.